# اوبرناو (روتنبورگ)
اوبرناو (به آلمانی: Obernau) یک منطقهٔ مسکونی در آلمان است که در روتنبورگ آم نکا واقع شده‌است. اوبرناو ۵۰۳ نفر جمعیت دارد.